# Lee Knorek
Leonard J. "Lee" Knorek (Rossford, Ohio, 15 de julio de 1921-ibídem, 22 de julio de 2003) fue un jugador de baloncesto estadounidense que disputó cuatro temporadas entre la BAA y la NBA. Con 2,01 metros de estatura, jugaba en la posición de pívot.

## Trayectoria deportiva

### Universidad
Jugó durante tres temporadas en la Universidad DeSales, pasando en 1942 a los Titans de la Universidad de Detroit Mercy, donde en esa temporada lideró al equipo en anotación, con 12,1 puntos por partido. Tras servir en el ejército de su país en la Segunda Guerra Mundial, volvió a los Titans, aunque tras 15 partidos disputados, en los que promedió 13,9 puntos, decidió aceptar una oferta profesional.

### Profesional
Con la temporada 1946-47 ya avanzada, fichó por los New York Knicks, con los que llegó a jugar ese año 22 partidos, en los que promedió 7,8 puntos y 1,0 asistencias.
Jugó dos temporadas más con los Knicks, siendo la más destacada la última, en la que promedió 7,4 puntos y 2,3 asistencias por partido. Al año siguiente jugó un único partido con los Baltimore Bullets, antes de retirarse definitivamente.

#### Estadísticas en la BAA y la NBA

##### Temporada regular
| Temporada | Edad  | Equipo            | Liga | P   | TC  | TCA  | %TC  | TL  | TLA | %TL  | ASIS | FP  | PTS |
| 1946-47   | 25    | New York Knicks   | BAA  | 22  | 2.8 | 10.0 | .283 | 2.1 | 3.3 | .653 | 1.0  | 2.9 | 7.8 |
| 1947-48   | 26    | New York Knicks   | BAA  | 48  | 2.1 | 7.7  | .268 | 1.3 | 2.5 | .508 | 1.0  | 3.6 | 5.4 |
| 1948-49   | 27    | New York Knicks   | BAA  | 60  | 2.6 | 7.6  | .341 | 2.2 | 3.1 | .716 | 2.3  | 4.3 | 7.4 |
| 1949-50   | 28    | Baltimore Bullets | NBA  | 1   | 0.0 | 2.0  | .000 | 0.0 | 0.0 |      | 0.0  | 4.0 | 0.0 |
| Total     | TOTAL |                   |      | 131 | 2.4 | 8.0  | .303 | 1.8 | 2.9 | .637 | 1.6  | 3.8 | 6.7 |
|           | BAA   |                   |      | 130 | 2.4 | 8.0  | .303 | 1.8 | 2.9 | .637 | 1.6  | 3.8 | 6.7 |
|           | NBA   |                   |      | 1   | 0.0 | 2.0  | .000 | 0.0 | 0.0 |      | 0.0  | 4.0 | 0.0 |

##### Playoffs
| Temporada | Edad | Equipo          | Liga | P  | TCA | TC  | TLA | TL | ASIS | FP | PTS | %TC  | %FT  | PTS  | AST |
| 1946-47   | 25   | New York Knicks | BAA  | 5  | 21  | 58  | 11  | 19 | 8    | 22 | 53  | .362 | .579 | 10.6 | 1.6 |
| 1947-48   | 26   | New York Knicks | BAA  | 3  | 14  | 34  | 10  | 13 | 5    | 10 | 38  | .412 | .769 | 12.7 | 1.7 |
| 1948-49   | 27   | New York Knicks | BAA  | 6  | 15  | 37  | 9   | 16 | 10   | 25 | 39  | .405 | .563 | 6.5  | 1.7 |
| Total     |      |                 | BAA  | 14 | 50  | 129 | 30  | 48 | 23   | 57 | 130 | .388 | .625 | 9.3  | 1.6 |